# León Villa
León Fernando Villa Arango (født 12. januar 1960 i Medellín, Colombia) er en tidligere colombiansk fodboldspiller (angriber).
Villa tilbragte sin klubkarriere i hjemlandet, hvor han primært var tilknyttet Atlético Nacional i fødebyen Medellín. Han vandt det colombianske mesterskab med klubben i 1991 og Copa Libertadores i 1989. Han sluttede karrieren af med to sæsoner hos Deportes Quindío.
Villa spillede desuden syv kampe for det colombianske landshold. Han repræsenterede sit land ved VM i 1990 i Italien. Han kom dog ikke på banen i turneringen, hvor colombianerne blev slået ud i 1/8-finalen.

## Titler
Categoria Primera A
- 1991 med Atlético Nacional

Copa Libertadores
- 1989 med Atlético Nacional

Copa Interamericana
- 1989 med Atlético Nacional